# Музей Монпарнас
Музеят „Монпарнас“ е музей, разположен в едноименния квартал на Париж. Отваря врати на 28 май 1998 г. и функционира под това име до 2013 г. От 2015 г. след смяна на стопанисващата го организация мястото се нарича „Вила Василиеф“.
Намира се в старото ателие, от 1900-те години, на руската художничка Мари Василиеф (1885-1957). Музеят има постоянна нейна изложба.
Музей „Монпарнас“ е създаден, за да претвори епохата, когато интелектуалци, художници и писатели от всички краища на света се събират тук, за да творят. След промяната „Вила Василиеф“ има амбициите да свърже историята със съвременността, като приема резиденти и организира артистични прояви.